# Dacnusa centaureae
Dacnusa centaureae är en stekelart som beskrevs av Griffiths 1967. Dacnusa centaureae ingår i släktet Dacnusa och familjen bracksteklar. Inga underarter finns listade i Catalogue of Life.